# 圣马可在亚历山大布道
《圣马可在亚历山大布道》是真蒂莱·贝利尼和乔瓦尼·贝利尼兄弟的一幅大型布面油画，绘制于1504-1507 年，现藏于米兰的 布雷拉画廊。
这幅画尺度巨大，高3.7米，宽7.7米，安放在威尼斯的圣马可大会堂。大约 60 年后，乔尔乔内 和丁托列托完成了描绘圣马可生平故事的绘画系列，如今收藏在布雷拉美术馆 和威尼斯的学院美术馆。
这幅画由真蒂莱·贝利尼于 1504 年 7 月开始创作，他于 1507 年 2 月去世时“大体完成”，然后由他的兄弟乔瓦尼完成，并做了一些修改。
真蒂莱·贝利尼在 1479 年至 1480 年的君士坦丁堡之行，为这幅画带来异国情调的元素。  